# Daniël Crena de Iongh
Daniël Crena de Iongh (Dordrecht, 21 april 1888 - New York, 26 november 1970) was een bankier die actief was voor de Nederlandse Handel-Maatschappij (NHM). Crena De Iongh was een succesvol bankier en van 1934 tot 1939 President van de NHM.

## Jeugd en Opleiding
Crena de Iongh was de zoon van Adrianus Cornelis Crena de Iongh, advocaat en procureur, later wethouder en lid van Gedeputeerde Staten, en Cornelia Magdalena van Eck. De familie had gedurende de achttiende en negentiende eeuw veel geld verdient en aanzien verworven in Dordrecht. Crena de Iongh studeerde, net als zijn vader, vanaf 1908 in Leiden rechten en ontwikkelde hier een levenslange culturele en filosofische belangstelling. 

## Werkzaamheden
Crena de Iongh begon zijn werkzaamheden voor de NHM in 1914. Al gauw werd hij in 1916 voor een stage naar New York gestuurd. Vervolgens kwam de leiding van het Rotterdamse agentschap in handen van de Iongh. Tussen 1920 en 1925 leidde hij het agentschap succesvol en verdubbelde het personeelsbestand tot ruim 400 man. Dit succes viel op en in 1925 werd hij benoemd tot directeur het Amsterdamse agentschap.